# Trichogramma castrensis
Trichogramma castrensis är en stekelart som beskrevs av Velasquez de Rios och Teran 1995. Trichogramma castrensis ingår i släktet Trichogramma och familjen hårstrimsteklar.
Artens utbredningsområde är Venezuela. Inga underarter finns listade i Catalogue of Life.